# Тренкесс, Луи Ролан
Луи Ролан Тренкесс (фр. Louis-Roland Trinquesse; 24 декабря 1746, Париж — 14 июля 1799, Париж) — французский художник.

## Биография

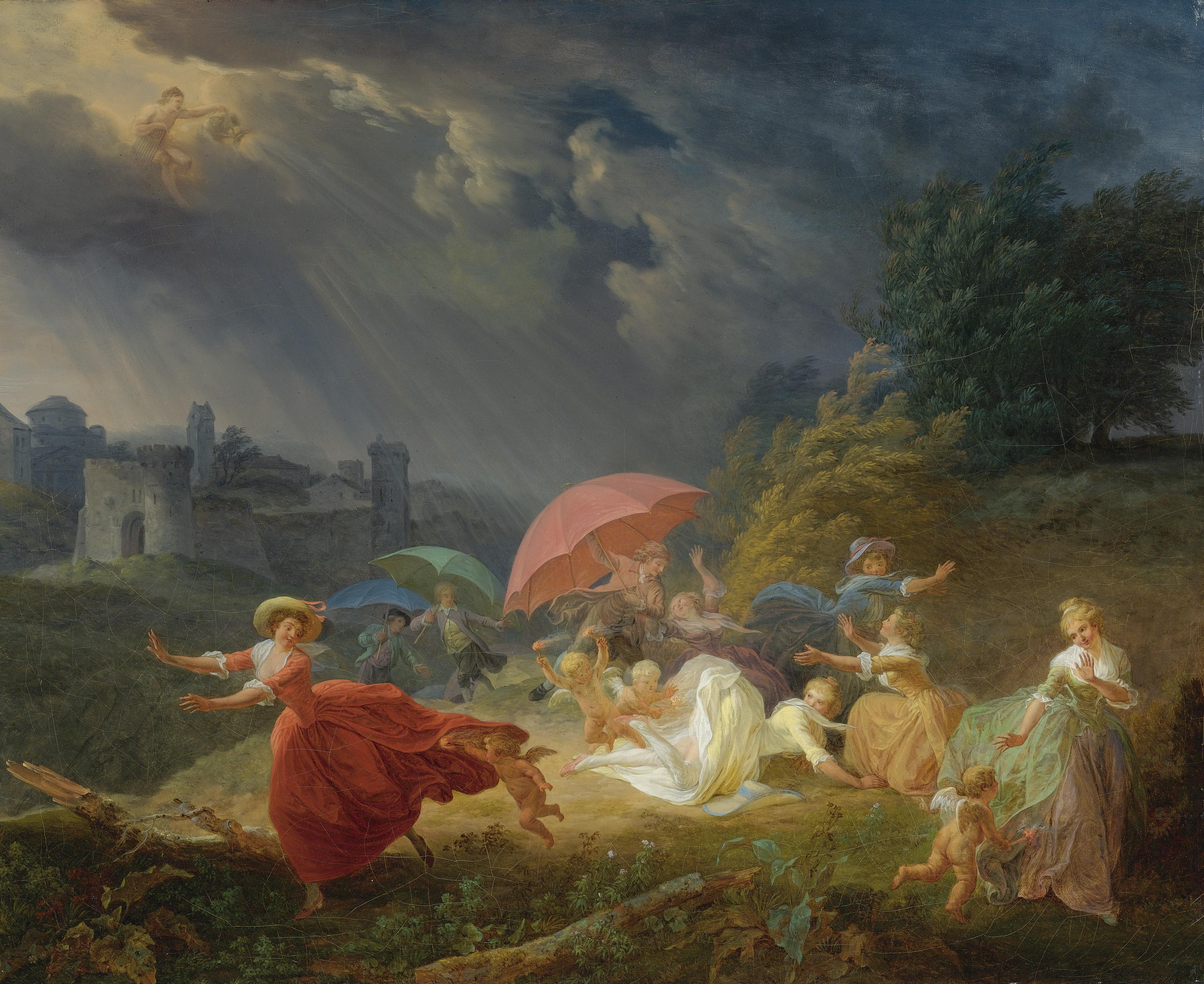
Амуры, разжигающие страсти. Большой дворец/Лувр.

Родился 24 декабря 1746 в Париже в приходе церкви Святого Роха, где был крещён, в семье богатого буржуа, проживавшего с семьёй в собственном дворце, купленном у обедневшего дворянина. Его крестным отцом был один из богатейших откупщиков, а крестной матерью — мадам д’Эпине, видная деятельница французского Просвещения. 
Рано проявив интерес к искусству, Луи Ролан Тренкесс в 1758 году в Королевской академии живописи и скульптуры в родном Париже. Как художник, прославился созданием многочисленных портретов, галантных и жанровых сцен из жизни современных ему представителей буржуазии и высшей аристократии. Некоторые из наиболее удачных работ Тренкесса по ошибке приписывались кисти Фрагонара. В 1791 году Тренкесс женился в приходской церкви Сен-Виктор (бывшем храме одноименного аббатства) на Мари-Катрин Рой. Однако, уже в 1799 году он скончался в Париже. 
Сегодня работы Тренкесса хранятся в коллекциях ряда музеев Франции и других стран, в том числе, в Лувре, Метрополитен-музее, Старой пинакотеке в Мюнхене и Дижонском музее изящных искусств.

## Галерея

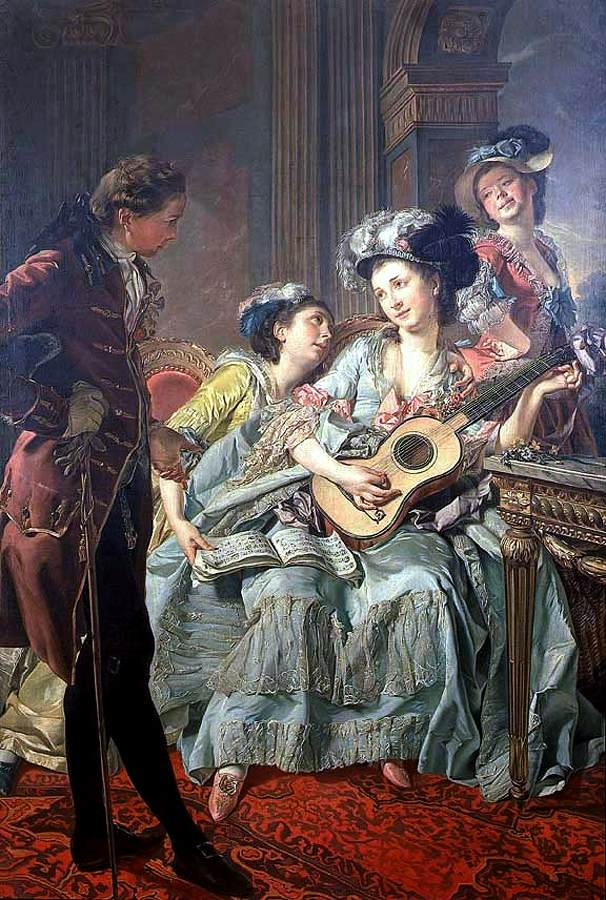
Музицирование Художественный музей Фудзи, Токио.
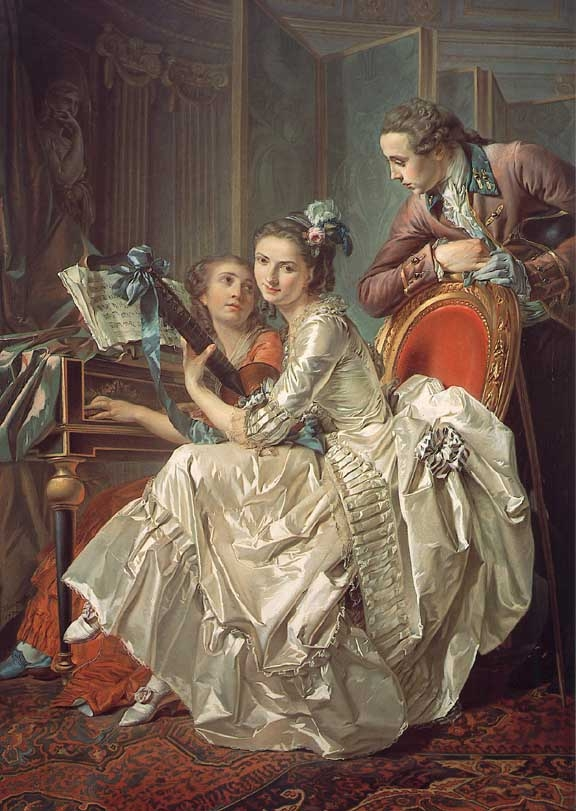
Музицирование, Старая Пинакотека, Мюнхен.
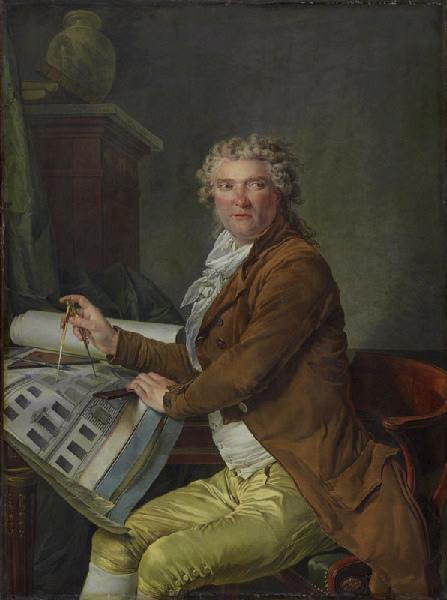
Портрет архитектора Дени Антуана, Музей изящных искусств Дижона.
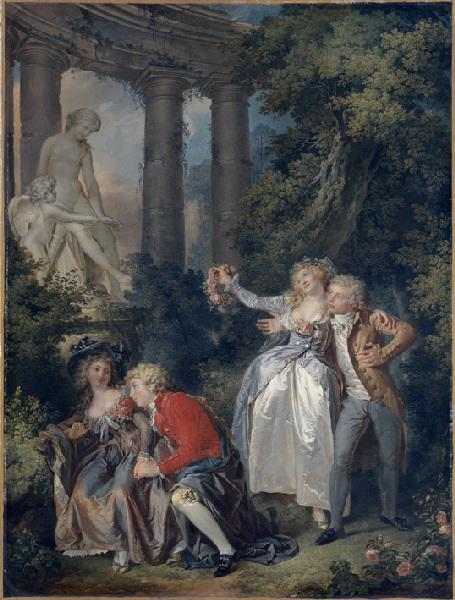
Галантная сцена («Жертвоприношение Венере»), Музей изящных искусств Дижона.
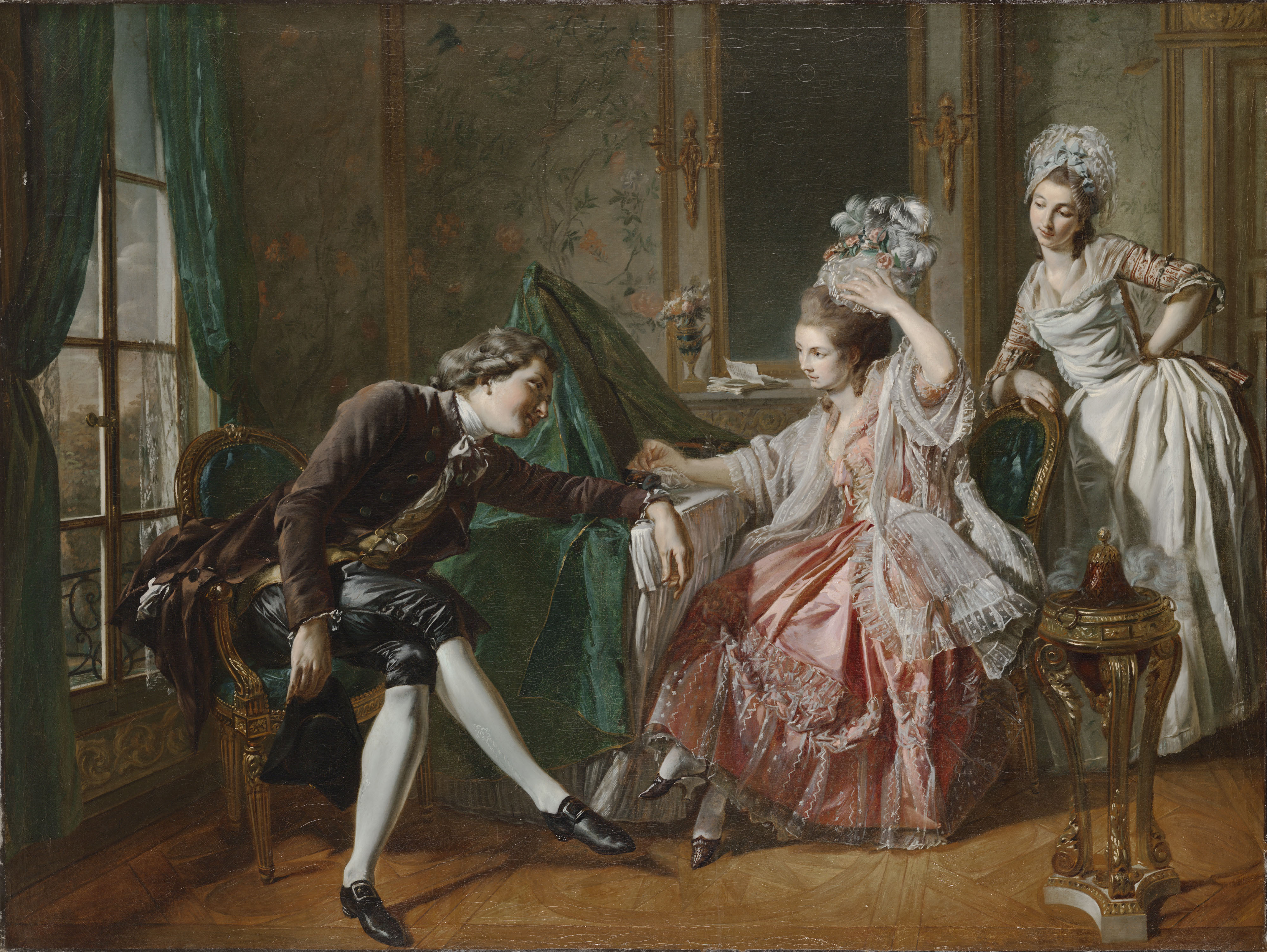
Галантная сцена, Афинеум Уордсворта, Хартфорд (Коннектикут), США.
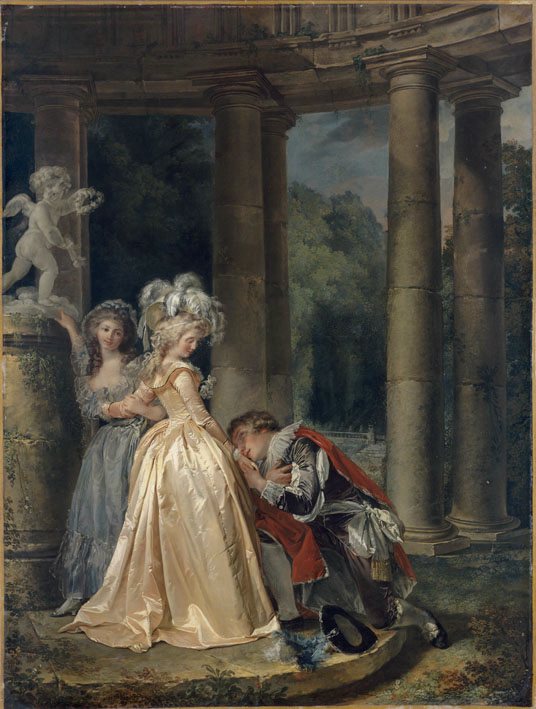
Галантная сцена («Любовная клятва»), Музей изящных искусств Дижона.
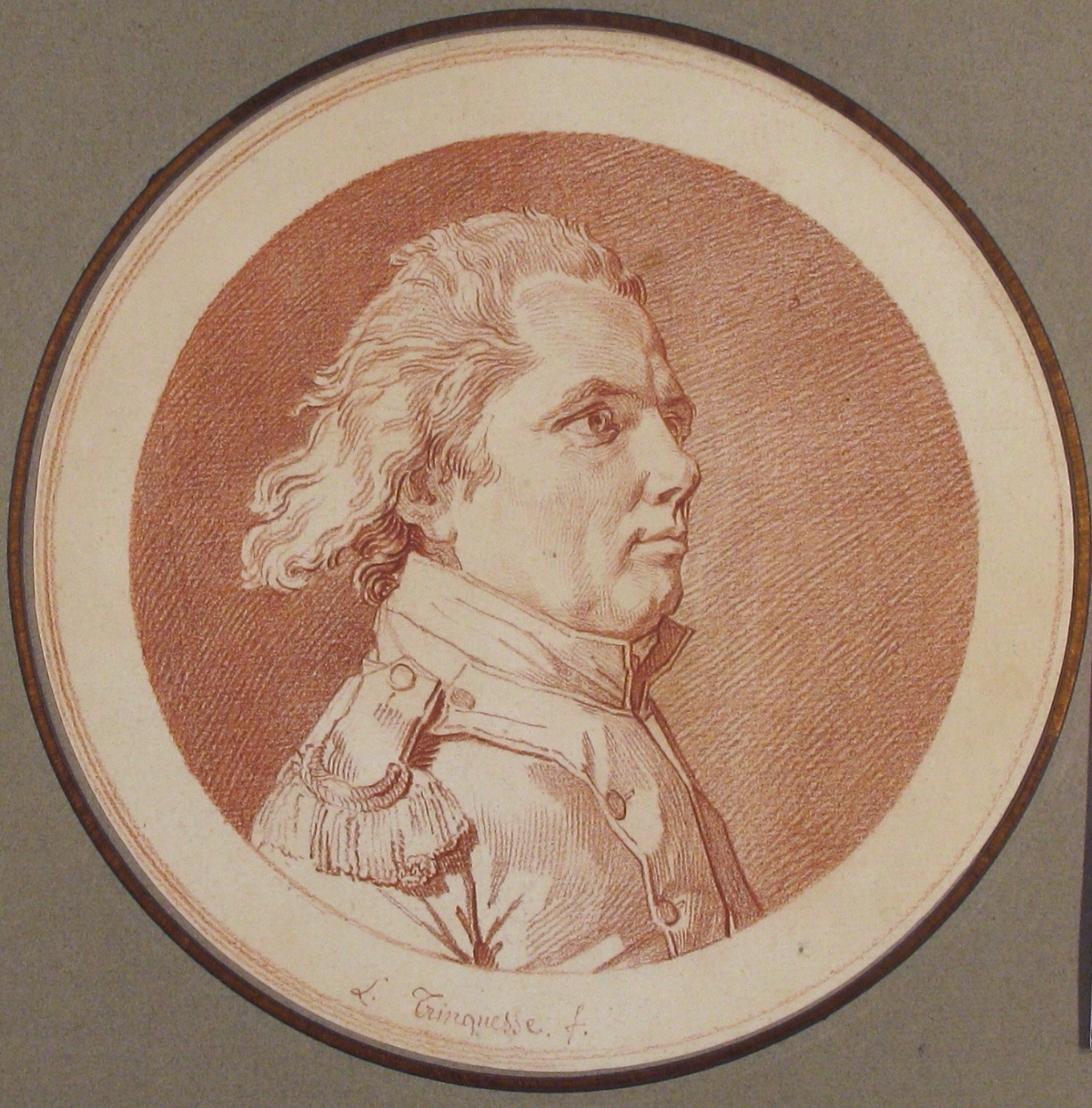
Портрет Франсуа Рейди де Лагранжа, Метрополитен-музей, Нью-Йорк.
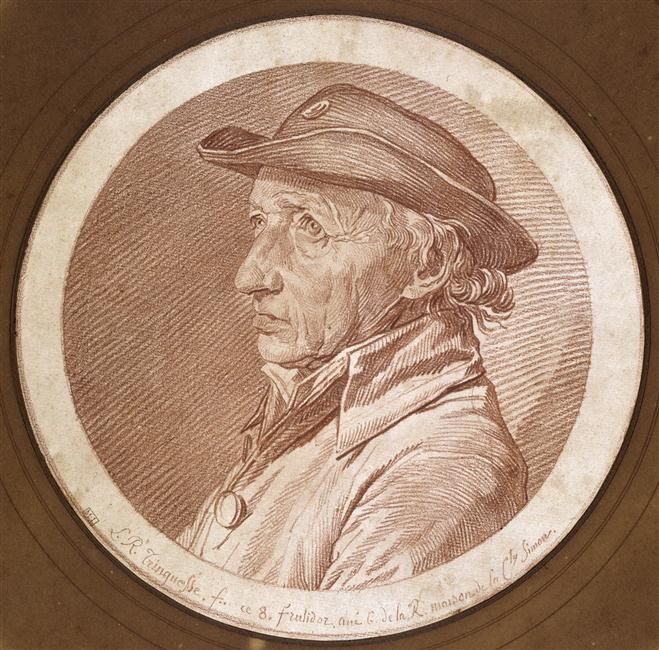
Портрет пожилого мужчины в шляпе, Лувр, Париж.
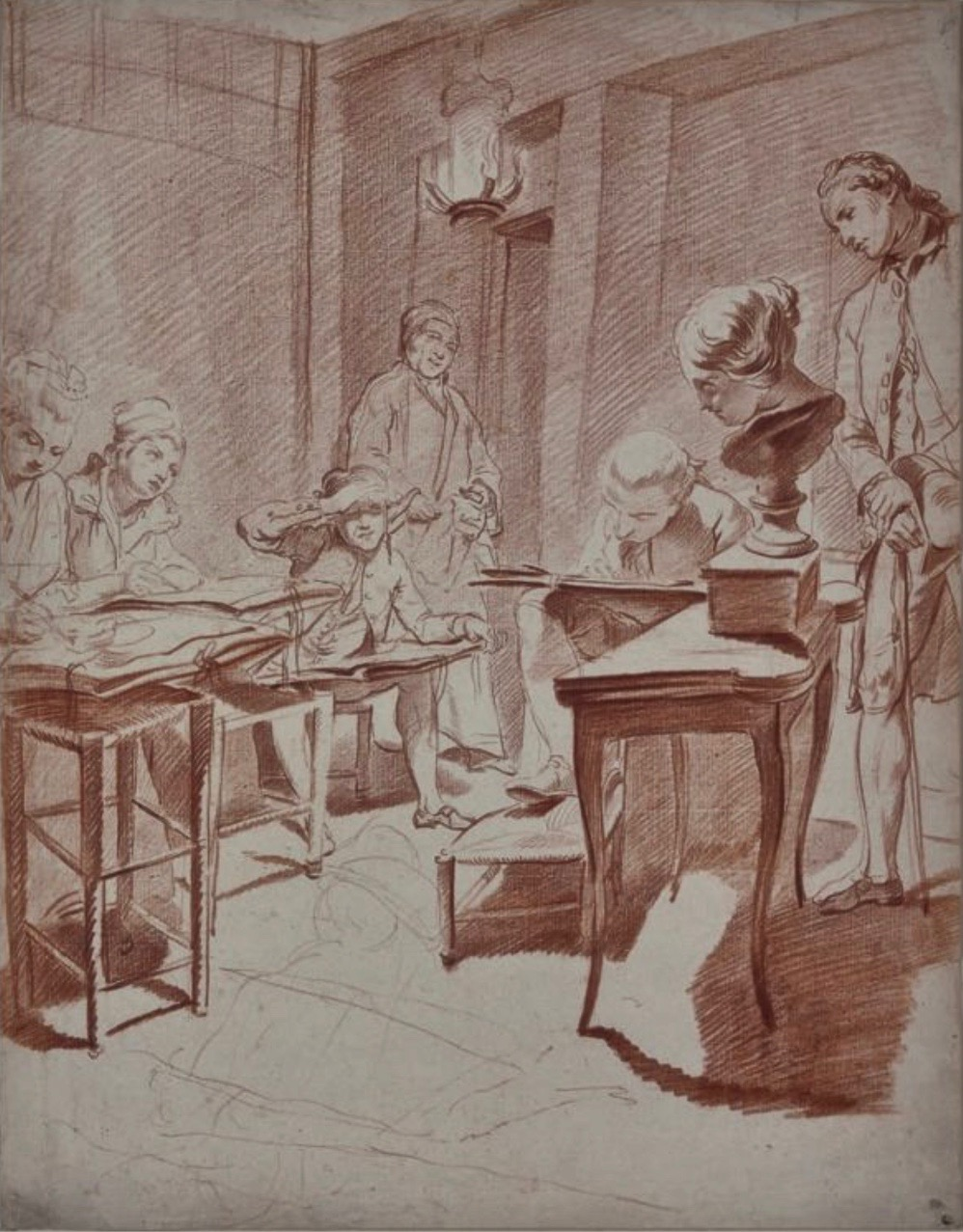
Сцена в мастерской, Музей изящных искусств Дижона.
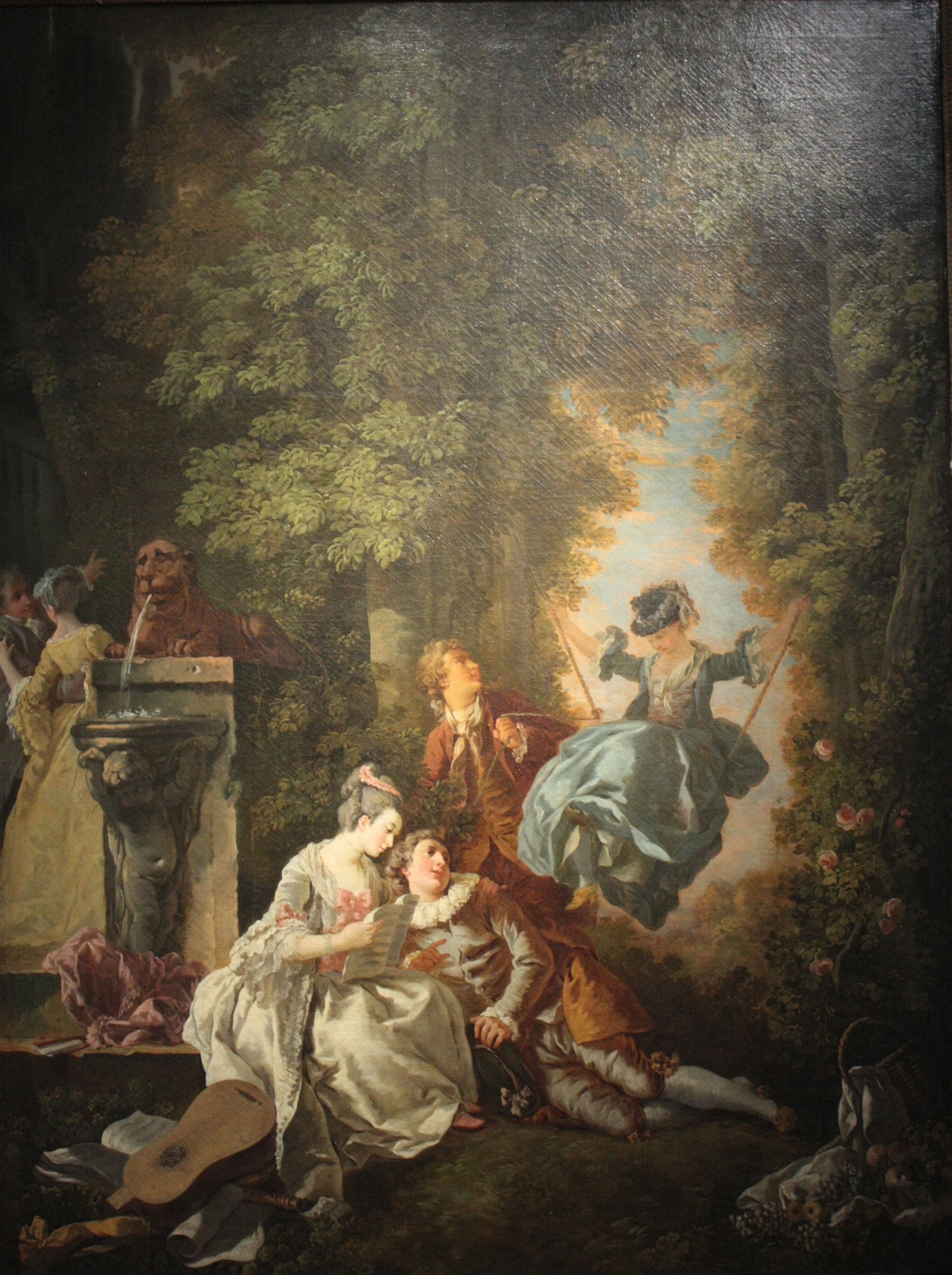
Качели, Музей изящных искусств города По, Франция.
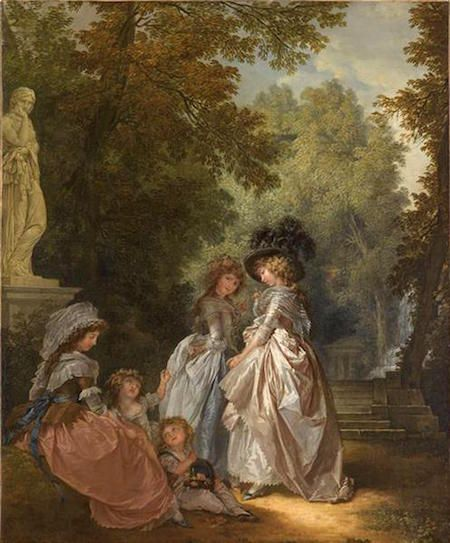
Элегантная сцена (женщины с детьми в парке). Лувр.